# ボブ・ヘイスティングス
ボブ・ヘイスティングス（Bob Hastings、1925年4月18日 - 2014年6月30日）は、アメリカ合衆国の俳優。

## 出演作品
- ザ・バットマン・スーパーマン・ムービー～ヒーロー頂上対決～
- テキサス・ヒート
- バットマン（コミッショナー・ゴードン）
- ときめきボーイズ／素敵なスノー・パラダイス
- 罠・ドーベルマンパトロールの恐怖
- ポセイドン・アドベンチャー（MC）
- ボートニック